# Dino Ballacci
Dino Ballacci (Bolonia, 24 de mayo de 1924 - ibídem, 6 de agosto de 2013) fue un entrenador y jugador de fútbol profesional italiano que jugaba en la demarcación de defensa.

## Biografía
Dino Ballacci debutó como futbolista profesional en 1945 a los 21 años de edad con el Bologna FC 1909, equipo con el que jugó durante 12 temporadas en las que marcó ocho goles marcados en 306 partidos jugados. Ya en 1957 fue traspasado al Calcio Lecco 1912, y una temporada más tarde al AS Lucchese Libertas 1905. Ya finalmente en 1959 fue fichado por el Calcio Portogruaro-Summaga, equipo en el que se retiró en 1960. Además Dino fue convocado en una ocasión por la selección de fútbol de Italia en 1954 para jugar un partido contra la selección de fútbol de Egipto, partido que acabó 5-1 a favor del equipo italiano.
Cuatro años más tarde de su retiro como futbolista, Dino Ballacci se convirtió en entrenador del Associazione Calcio Reggiana 1919. Posteriormente pasó como entrenador por equipos como la US Catanzaro, Calcio Catania, AC Prato, AC Arezzo, US Alessandria Calcio 1912, AC Pistoiese, AC Ancona, SSD Massese, y el Isernia FC.

## Clubes

### Como jugador
| Club                       | País   | Año       | Partidos | Goles |
| -------------------------- | ------ | --------- | -------- | ----- |
| Bologna FC 1909            | Italia | 1945-1957 | 306      | 8     |
| Calcio Lecco 1912          | Italia | 1957-1958 | 28       | 1     |
| AS Lucchese Libertas 1905  | Italia | 1958-1959 | 29       | 0     |
| Calcio Portogruaro-Summaga | Italia | 1959-1960 | 27       | 0     |

### Como entrenador
| Club                       | País   | Año       |
| -------------------------- | ------ | --------- |
| AC Reggiana 1919           | Italia | 1964-1965 |
| US Catanzaro               | Italia | 1965-1966 |
| Calcio Catania             | Italia | 1966-1968 |
| AC Prato                   | Italia | 1968-1969 |
| US Catanzaro               | Italia | 1969-1970 |
| AC Arezzo                  | Italia | 1970-1973 |
| US Alessandria Calcio 1912 | Italia | 1973-1974 |
| AC Pistoiese               | Italia | 1974-1976 |
| AC Arezzo                  | Italia | 1976-1978 |
| AC Ancona                  | Italia | 1980      |
| US Alessandria Calcio 1912 | Italia | 1980-1982 |
| SSD Massese                | Italia | 1983-1984 |
| Isernia FC                 | Italia | 1985-1986 |
| US Alessandria Calcio 1912 | Italia | 1988      |

## Palmarés
US Alessandria Calcio 1912
- Serie C (2): 1974, 1981

AC Pistoiese
- Serie D (1): 1975